# Софа у облику усне Меј Вест (Салвадор Дали)
Софа у облику усне Меј Вест (енгл. Mae West Lips Sofa) је надреалистична скулптура у облику софе Салвадора Далија. Светло црвена, 110 × 183 × 81.5 cm намештај за седење величине од полиуретанске пене обложене црвеним премазом од полидура је обликован 1972. по уснама глумице Меј Вест, коју је Дали сматрао фасцинантном. Никада није намеравао да софа служи за функционалну употребу. Такође је тврдио да је делимично заснивао дизајн софе на гомили камења у близини Кадакеса и Портлигата, где је остао дуги низ година са супругом, Галом Дали. Софу је 1973. произвео Bocaccio Design, познат и као BD Barcelona Design.
Едвард Џејмс, богати британски покровитељ надреалиста 1930-их, је наручио намештај од Далија који је сада део уметничких колекција у музеју Бојманс – Ван Бенинген у Ротердаму. Друга верзија је изложена у позориште-музеју Дали у Фигерасу, Каталонији. Верзија је у власништву музеја Викторије и Алберта, изложивши још један пример на изложби Surreal Things: Surrealism and Design 2007, док је друга верзија изложена у музеју у Брајтону.
Овај дизајн тренутно производи и продаје BD Barcelona Design под именом dalilips. Произведено је у ротом обликованој пластици.